# Letis scops
Letis scops là một loài bướm đêm trong họ Erebidae.